# 三光里 (桃園市)
三光里，位於中華民國桃園市復興區西南部，人口有945人。西以泰平溪、抬耀溪與新竹縣尖石鄉玉峰村為界，北以李棟山東南山脊與高義里相鄰，東、南以低陸山東南山脊、大漢溪與華陵里相隔。主要居民屬泰雅族大嵙崁後山群爺亨社與武道能敢社。

## 歷史沿革
來自該里分置華陵里以前，原擁有玉峰溪、巴陵溪和大漢溪三流域，陽光可自三方射入山谷中，故名。該地泰雅族原住民在臺灣日治時期稱為合歡群(Gaogan，高岡，為小溪(泰雅語：Gong)的所在地之意，或說為醃漬的獸肉魚肉之意)，里內包括高岡(Gaogan/Gogan)、武道能敢(Butonokan音譯日語漢字，布托諾堪)、砂崙子(Zarutsu)、鐵立庫(Telikku，又稱復華)、爺亨(Ehen)等部落，三光里中心為武道能敢(高岡)部落。
清代光緒12年（1886），劉銘傳於大嵙崁（今大溪鎮）設立「臺灣撫墾總局」，該村屬於總局之「大嵙崁撫墾事務總辦」。日治時期，明治29年（1896年），屬大嵙崁撫墾署管轄；明治31年（1898年）改隸三角湧辦務署大嵙崁支署；明治33年（1900年）改屬大嵙崁辦務署；明治34年（1901年）屬桃仔園廳大嵙崁支廳；明治38年紛1905年）屬桃園廳大嵙崁支廳番地；大正9年（1920年）屬新竹州大溪郡番地。
二次大戰結束後，國民政府接收臺灣，民國36年（1947年）屬新竹縣角板鄉（今復興鄉）三光村；民國62年（1973年）劃東半部置「華陵村」，之後該村村名及界線未再改變，直到2014年12月25日，桃園縣升格直轄市，才將村更名為里。

## 人文與自然資源

### 氣溫
本里年均溫為攝氏18.5度，夏季均溫為攝氏24.07度左右，冬季均溫約攝氏12.3度。

### 雨量
本里年雨量約2500公厘，單日雨量最大曾達783公厘。

### 地質
本里坡度陡峻沖刷劇烈，多呈薄層石質土壤，於爺亨、武道能敢、復華等部落之河階台地或山麓沖積扇之土壤，厚度僅為五十公分左右。

### 人口
本里居民主要為泰雅族，昭和年間已有88戶，444名居民，2006年10月底統計，本里戶籍人口數為680人。

### 百年小學校
本里內的三光國小成立於日治時期大正6年(1917年)，原名為高雁（Gaogan）蕃童教育所，終戰後的1946年更名為新竹縣角板鄉雁鳴國民學校，2014年定名為桃園市復興區三光國民小學。

### 原高岡駐在所之廢棄彈藥庫
高岡駐在所約設立於大正4年(1915年)，轄下區域甚廣包括今日桃園市復興區之三光里與華陵里。高岡駐在所今已改設為三光派出所，2002年計畫拆除此廢棄彈藥庫，經住民極力爭取始獲保存。

## 部落
三光里除里中心高岡部落以外，轄下有四個部落:

### 爺亨(Ehen)
位Kaubo（高坡）峽谷南端玉峰溪東岸高位河階上，海拔約640公尺到680公尺，地名意為陽光於中午方能照射之地。人口數乃三光里各部落之最，以彌榮吊橋為聯絡道，往來武道能敢、砂崙子。為目前里內人口最多的部落。

### 武道能敢(Butonokan)
位於三光國小西北，海拔約740公尺至900公尺之間，馬望曾呂山(Babo Solo，蘇樂山，1576公尺)之南側山腰。三光國小南方還有兩個永久屋部落：高岡部落（Gaogan）、哈蓋部落（Hagay）

### 砂崙子(Zalut＇su)
位於本里之中西部海拔700公尺至740公尺之處，玉峰溪北岸，為通新竹縣尖石鄉之門戶，但自2004年艾莉颱風之後，通往尖石之路況不佳，時常中斷。 

### 復華/鐵立庫(Telikku)
位於玉峰溪南岸800公尺至820公尺的山腰，舊稱鐵立庫，亦名帖里克，戰後被改名為復華。Telikku原意為瀑布，因部落附近有出名的幽靈瀑布。

## 人物

### 樂信·瓦旦
樂信·瓦旦（1899年8月16日－1954年4月17日），於台灣總督府醫學校畢業後曾任高岡之駐守公醫，對在原住民居住地區推展近代醫療貢獻極大。終戰後國民黨入台，樂信·瓦旦被以高山族匪諜案罪名入獄，同案包括臺灣原住民之政治菁英高一生、湯守仁等人，1954年4月17日樂信·瓦旦被國民黨槍決，享年54。

## 景點
- 幽靈瀑布
- 爺亨梯田
- 爺亨溫泉

## 外部連結
- 復興區公所（页面存档备份，存于）